# 复合包厢座车/守车合造车
复合包厢座车/守车合造车（英文原名：Brake Composite Corridor，英国铁路客车代码：BCK）是英国铁路系统中整合了守车功能的复合包厢座车。这一类型的铁路客车内部设有一等座包厢、二等座包厢（英国火车二等座在1956年之前称“三等座”）、列车员办公室和紧急制动设施。包厢位于车厢一侧，另一侧为长走廊。